# 熊本市立河内中学校
熊本市立河内中学校（くまもとしりつ かわちちゅうがっこう）は、熊本県熊本市西区河内町船津にある公立中学校。6・3制実施により設立された。市町村合併の編入により熊本市立中学校となる。熊本市立河内小学校と連携型小中一貫教育を行っている。

## 沿革
- 1947年（昭和22年） - 飽託郡河内村立河内中学校設立
- 1956年（昭和31年） - 飽託郡河内芳野村立河内中学校と改称
- 1971年（昭和46年） - 飽託郡河内町立河内中学校と改称
- 1991年（平成3年） - 熊本市立河内中学校と改称

## 歴代校長
- 1947年（昭和22年） - 初代校長
- - 第  代校長 宮崎義之
- 2006年（平成18年） - 現校長 安藤博

## クラブ活動

### 運動部
- 相撲部
- 剣道部
- ソフトボール部
- 野球部
- サッカー部
- 柔道部

## 著名な卒業生
- 肥後ノ海直哉（大相撲力士、元幕内）
- 普天王水（大相撲力士、元小結）
- 天鎧鵬貴由輝（大相撲力士、元幕内）

## 学校周辺
- 熊本市役所 西区役所河内総合出張所
- 国道501号